# 살아있는 화석

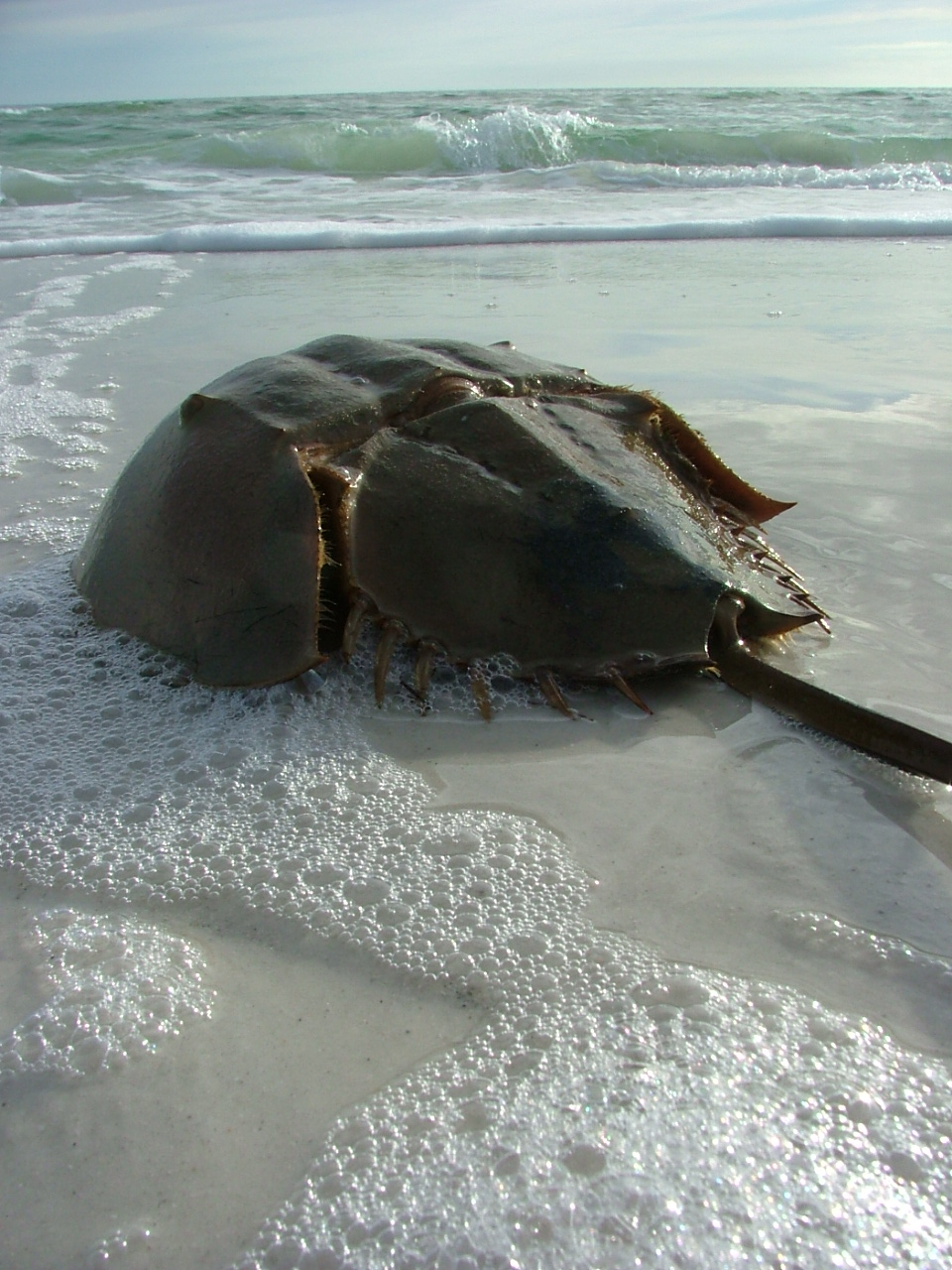

살아있는 화석은 살아있는 생물 종 가운데 화석으로만 발견되는 종과 닮았으면서, 연관된 친척 종이 없는 것을 부르는 말이다. 대량 멸종 속에서 살아남은 생물로, 종의 다양성이 비교적 적다. 살아있는 화석은 진화의 결정적 증거였으며, 진화가 직접 관찰 가능해진 현재에는 진화의 과정을 연구하는 중요한 단서가 된다.
살아있는 화석의 DNA는 현재 대부분 시퀀스되어 있으며 이는 진화의 속도 연구에 활용되고 있다.

## 종류
| - 바다나리 - 유조동물 (Onychophora) - 투구게 (Limulus polyphemus) - 긴꼬리투구새우 (Triops cancriformis) - 투아타라 - 단공류 (오리너구리 & 가시두더지) - 라오스 바위쥐 (Laonastes aenigmamus) - 실러캔스 - 앵무조개 - 상어 - 악어 - 잠자리 - 바퀴 - 귀뚜라미붙이목 - 벌 - 파리 - 모기 | - 소철 - 쇠뜨기 - 솔잎란 - 은행나무 - 금송 - 메타세콰이아 - 웰위치아 - 고사리 |

## 같이 보기
- 잔존생물
- 나사로 분류군